# Crassula nudicaulis
Crassula nudicaulis är en fetbladsväxtart som beskrevs av Carl von Linné. Crassula nudicaulis ingår i släktet krassulor, och familjen fetbladsväxter.

## Underarter
Arten delas in i följande underarter:
- C. n. herrei
- C. n. platyphylla

## Bildgalleri

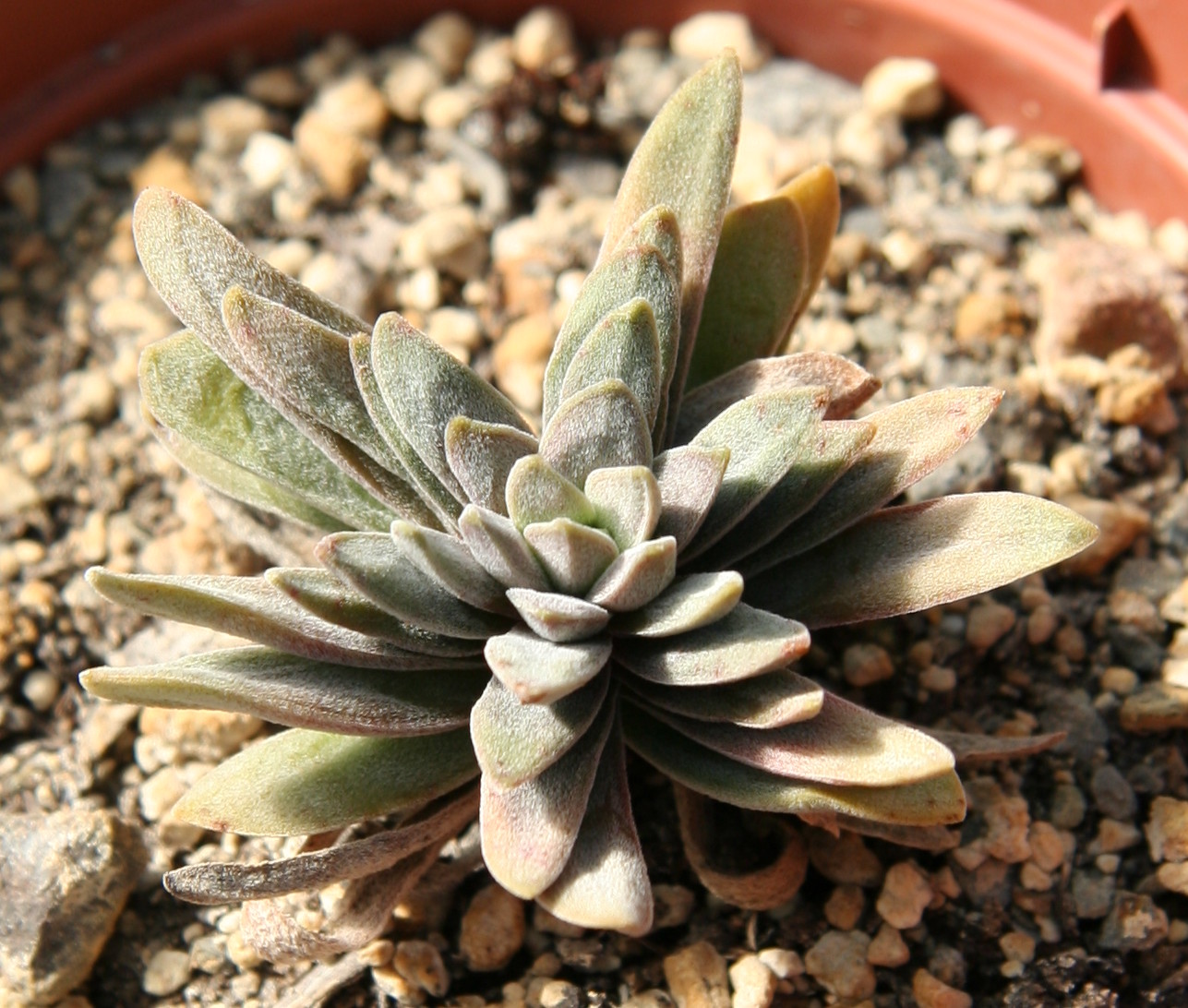
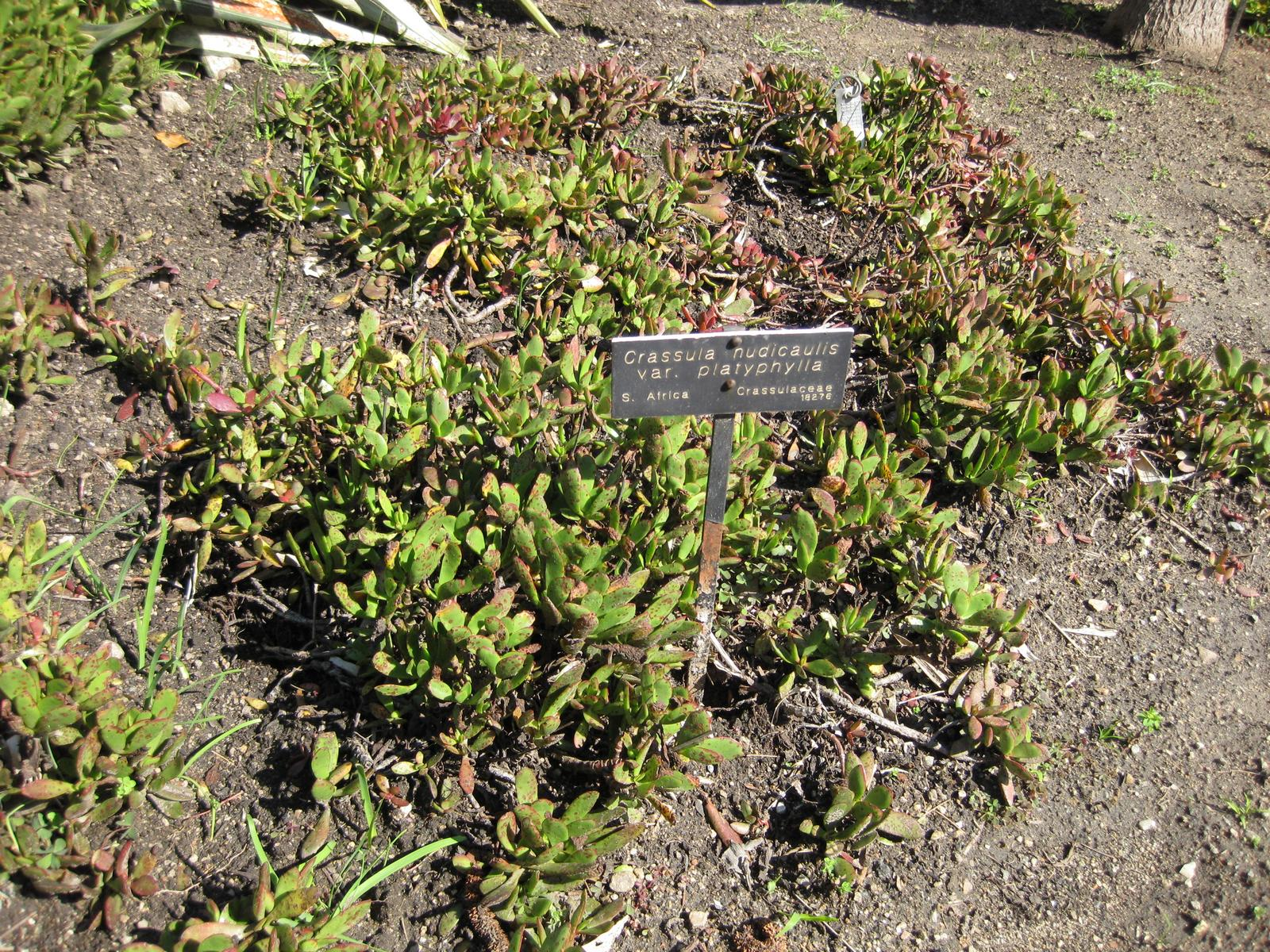